# Stelis simacoensis
Stelis simacoensis är en orkidéart som beskrevs av Rudolf Schlechter. Stelis simacoensis ingår i släktet Stelis och familjen orkidéer. Inga underarter finns listade i Catalogue of Life.